# Montereau-sur-le-Jard
Montereau-sur-le-Jard is een gemeente in het Franse departement Seine-et-Marne (regio Île-de-France) en telt 585 inwoners (2005). De plaats maakt deel uit van het arrondissement Melun.

## Geografie
De oppervlakte van Montereau-sur-le-Jard bedraagt 11,4 km², de bevolkingsdichtheid is 51,3 inwoners per km².
De onderstaande kaart toont de ligging van Montereau-sur-le-Jard met de belangrijkste infrastructuur en aangrenzende gemeenten.

## Demografie
Onderstaande figuur toont het verloop van het inwonertal (bron: INSEE-tellingen).